# Эрлер, Пётр Иванович
Пётр Иванович Э́рлер (1793 — 7 февраля (19 февраля) 1857, Петергоф) — русский «садовый мастер» (ландшафтный дизайнер) XIX века, один из создателей ансамбля пейзажных парков Петергофа и составителей «практического наставления для садовой команды», которое широко использовалось как практическое руководство.

## Биография
Саксонский подданный и главный садовый мастер Петергофа в 1830—1857 годах.
Умер в Петергофе, был похоронен на Свято-Троицком кладбище. В 1970 году прах Эрлера был перенесен на территорию Александрии, его могила находится у Фермерского дворца.

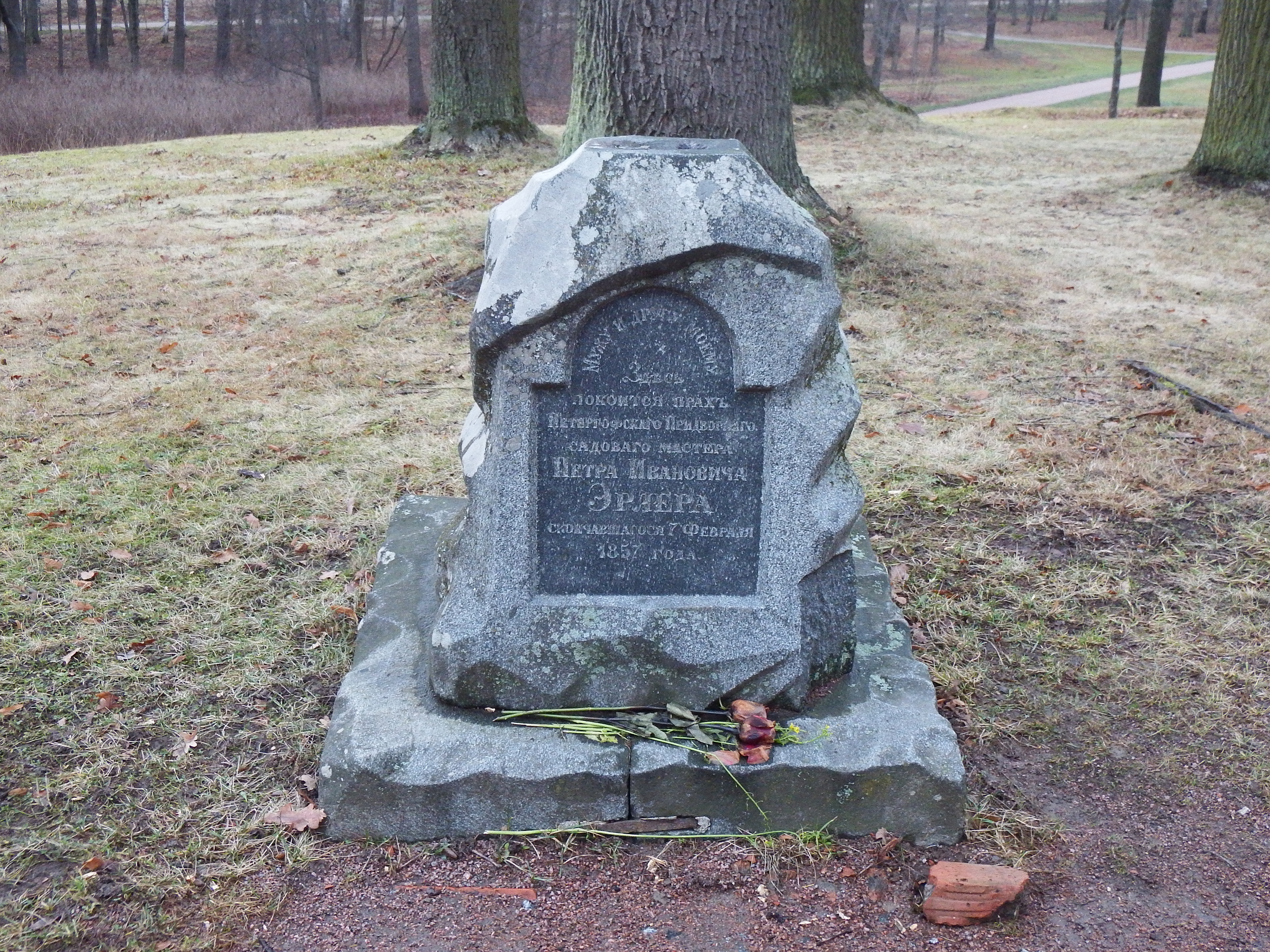
Могила П.И. Эрлера в парке Александрия

## Работы
- Парк Александрия (Петергоф) — более 20 лет, продолжил работы, начатые Ф. Вендельсдорфом и А. Гомбелем;
- Александрийский парк (Петергоф)
- Колонистский парк и Луговой парк (Петергоф): Летом 1839 года садовые мастера П. Эрлер и П. Архипов начали работы по планировке и озеленению Ольгиного пруда, продолжавшиеся до конца 1841 года[4];
- Царицын павильон: вместе с архитектором А. И. Штакеншнейдером.
- Шуваловский парк (Парголово): перепланирован в 1820 году Петром Эрлером.

## Семья
- Брат — Эрлер, Егор Иванович (1810—1886), также садовый мастер Петергофа, сотрудничавший с братом во многих проектах[5];
- Сестра — Эрлер, Маргарета Ивановна (1800—1866);
- Жена — Эрлер, Дарья Фёдоровна
- Приемный сын — Эрлер, Александр Петрович, был обнаружен младенцем 10 января (22 января) 1823 года под окнами у дома, в 1843—1846 обучался садовому искусству за границей. С 1846 года — садовый мастер Петергофского дворцового правления. Современники описывали его как человека образованного, объехавшего почти всю Европу для изучения своего предмета.

## Память
- Эрлеровский бульвар в Петергофе в 1890—1914 годах и с 1993 года по сей день носит его имя.